# Valerij Rozov
Valerij Rozov (Валерий Владимирович Розов) (Nižnji Novgorod, SSSR, 26. prosinca 1964. -), ruski BASE skakač. Prvi je čovjek na svijetu koji je 2009. godine skočio u aktivni vulkan, preciznije u vulkan Mutnovski na poluotoku Kamčatka.
Rozov je skočio iz helikoptera u letačkom odijelu wingsuit 700 metara iznad vulkana visokog 2 300 metara.
Rozov je izveo preko 10.000 skokova, a rekord mu je skok s Mount Everesta visokog 7 220 metara, za što se pripremao 2 godine, skočivši prije toga s vrhova Ulvetanna na Antarktici (2010.), Mont Blanca (2011.), Ušbe (2012.) i posljednjoj probi prije Mount Everesta s vrha Shivling visokog 6.240 metara. 
Skok s Changtsea (sjeverni vrh Mount Everesta) izveo je 5. svibnja 2013. točno u 14.30 sati po lokalnom vremenu. Na ledenjak Rongbuk na nadmorskoj visini 5 950 metara sletio je nakon gotovo jednominutnog leta od oko 200 kilometara na sat.